# Atila Jacomussi
Atila Cesar Monteiro Jacomussi (Mauá, 9 de agosto de 1973) é um comerciante e político brasileiro filiado ao União Brasil (UNIÃO). Foi prefeito e vereador de Mauá, atualmente eleito para um segundo mandato como deputado estadual de São Paulo. 

## Carreira política
Atila Jacomussi é filho de Admir Jacomussi, político de longa trajetória na cidade de Mauá que já exerceu o cargo de vereador em dez mandatos. Ingressou na política ao participar de movimentos estudantis como a União Paulista dos Estudantes Secundaristas (UPES) e, posteriormente, da União Nacional dos Estudantes (UNE).
Em 2004 participou de sua primeira eleição, concorrendo ao cargo de vereador em sua cidade natal, sendo eleito com 1,82% dos votos. Quatro anos depois, Atila foi o vereador mais votado em sua primeira tentativa de reeleição, com uma porcentagem de 3,81%. Concorreu ao posto de prefeito nas eleições de 2012, terminando em terceiro lugar com 12,39% dos votos válidos. Apesar de crítico ao então prefeito Oswaldo Dias, Atila declarou apoio ao petista Donisete Braga, que foi eleito.
Durante a gestão de Donisete, Atila foi superintendente da SAMA, autarquia de saneamento básico da cidade. Em 2013, foi premiado como o melhor gestor de saneamento do Grande ABC.
Em 2014 deixa a SAMA para concorrer à Assembleia Legislativa de São Paulo, onde conquistou apenas 0,30% dos votos, mas conseguiu ser eleito por meio do quociente partidário. Foi o deputado estadual mais votado em Mauá, onde recebeu quase 39 mil votos.
Nas eleições de 2016, Atila concorreu novamente ao cargo de prefeito, concorrendo contra o ex-aliado Donisete Braga, de quem declarou ter se arrependido de apoiar quatro anos antes. Atila liderou a eleição no primeiro turno com 46,73% dos votos, e foi eleito no segundo turno com 64,47%, desbancando o Partido dos Trabalhadores na administração municipal pela primeira vez em 20 anos.
Atila concorreu à reeleição em 2020, mas apesar de ter terminado o primeiro turno à frente com 36,48% dos votos, foi derrotado por Marcelo Oliveira (PT), por uma diferença percentual de apenas 1,48%.
Em 23 de fevereiro de 2021, Atila foi nomeado pelo vereador Sidney Cruz (Solidariedade) para o cargo comissionado de assistente especial legislativo na Câmara Municipal de São Paulo, mas foi exonerado três dias depois por não possuir diploma de Ensino Superior, necessário para a posição. No ano seguinte foi eleito para um segundo mandato de Deputado Estadual, recebendo 58.707 votos, sendo 41.076 em Mauá. Suas contas foram reprovadas pelo TRE em dezembro de 2022.

## Desempenho em eleições
| Ano  | Eleição               | Cargo             | Partido                                                        | Partido       | Coligação | Vice                  | Votos   | Votos  | Votos  | Votos      | Resultado  | Ref    |
| Ano  | Eleição               | Cargo             | Partido                                                        | Partido       | Coligação | Vice                  | T.      | Total  | %      | P.         | Resultado  | Ref    |
| ---- | --------------------- | ----------------- | -------------------------------------------------------------- | ------------- | --- | --------------------- | ------- | ------ | ------ | ---------- | ---------- | ------ |
| 2004 | Municipal de Mauá     | Vereador          |                                                                | PPS           | PPS, PRONA | —                     | 1°      | 3.844  | 1,83%  | 6°         | Eleito     | [ 25 ] |
| 2008 | Municipal de Mauá     | Vereador          |                                                                | PV            | PV, PRP | —                     | 1°      | 8.432  | 3,81%  | 1°         | Eleito     | [ 26 ] |
| 2012 | Municipal de Mauá     | Prefeito          |                                                                | PPS           | Mauá de cara nova (PPS, PTN, PSC, PRP)                                                                            | Pastora Genilda (PPS) | 1°      | 26.520 | 12,39% | 3°         | Não Eleito | [ 27 ] |
| 2014 | Estadual de São Paulo | Deputado Estadual |                                                                | PCdoB         | — | —                     | 1°      | 62.856 | 0,31%  | —          | Eleito     | [ 28 ] |
| 2016 | Municipal de Mauá     | Prefeito          |                                                                | PSB           | Muda Mauá, Muda Já (PSB, PMDB, PSL, DEM, PEN, PCdoB, PRP, Solidariedade, PR, PRTB, PSDC)                          | Alaíde Damo (PMDB)    | 1°      | 86.615 | 46,73% | 1°         | 2° Turno   | [ 26 ] |
| 2016 | Municipal de Mauá     | Prefeito          | 2°                                                             | PSB           | Muda Mauá, Muda Já (PSB, PMDB, PSL, DEM, PEN, PCdoB, PRP, Solidariedade, PR, PRTB, PSDC)                          | Alaíde Damo (PMDB)    | 112.788 | 64,47% | 1°     | Eleito     | [ 29 ]     |        |
| 2020 | Municipal de Mauá     | Prefeito          | Gente que Faz (PSB, Solidariedade, PL, Patriota,PCdoB, Avante) | PSB           | Israel Aleixo (PSB)                                                                                               | 1°                    | 70.490  | 36,48% | 1°     | 2° Turno   | [ 30 ]     |        |
| 2020 | Municipal de Mauá     | Prefeito          | Gente que Faz (PSB, Solidariedade, PL, Patriota,PCdoB, Avante) | PSB           | Israel Aleixo (PSB)                                                                                               | 2°                    | 88.783  | 49,26% | 2°     | Não Eleito | [ 30 ]     |        |
| 2022 | Estadual de São Paulo | Deputado Estadual |                                                                | Solidariedade | — | —                     | 1°      | 58.707 | 0,25%  | —          | Eleito     | [ 26 ] |
| 2024 | Municipal de Mauá     | Prefeito          |                                                                | UNIÃO         | De Volta Pro Povo: A Cidade Sorrindo de Novo! (UNIÃO, PRD, PRTB, PMB, Agir, Avante, Republicanos e Solidariedade) | Ivany Moura (PRD)     | 1°      | 73.558 | 35,56% | 2°         | 2° Turno   | [ 31 ] |
| 2024 | Municipal de Mauá     | Prefeito          | 2°                                                             | UNIÃO         | De Volta Pro Povo: A Cidade Sorrindo de Novo! (UNIÃO, PRD, PRTB, PMB, Agir, Avante, Republicanos e Solidariedade) | Ivany Moura (PRD)     | 86.817  | 45,95% | 2°     | Não Eleito |            |        |

## Controvérsias

### Operação Prato Feito
Em 9 de maio de 2018, a Polícia Federal deu início a Operação Prato Feito, que apurava fraudes em licitações que utilizavam recursos federais para a compra de merenda escolar. Então prefeito de Mauá, Atila Jacomussi foi preso em flagrante pela PF, que encontrou a quantia de R$ 87 mil em éspecie em sua residência, sendo que R$ 80 mil estavam escondidos dentro de uma panela de pressão.
Segundo a investigação, Atila teria sido o destinatário final de R$ 138 mil em propina do empresário Carlos Zeli Carvalho durante as eleições de 2016. A quantia, intermediada por João Gaspar, na época assessor de Atila na ALESP e secretário de Governo e de Transportes de Mauá. A contrapartida dos valores teria sido beneficiar empresas ligadas ao empresário em licitações municipais. Três dias depois, o Tribunal Regional Federal da 3ª região decretou a prisão preventiva de Atila e João Gaspar.
Em 14 de maio, a defesa de Atila entrou com um pedido de habeas corpus, alegando que o dinheiro apreendido tinha como origem o pagamento de aluguel de imóveis e a pensão por morte da ex-esposa do prefeito. No mesmo dia, o diretório municipal do Partido dos Trabalhadores abriu um pedido de impeachment do prefeito, rejeitado por 22 votos a um na Câmara Municipal. Um segundo pedido de impeachment foi protocolado pela Rede Sustentabilidade em 29 de maio, negado pelos parlamentares por 20 votos a dois.
Por decisão do ministro Gilmar Mendes, Atila Jacomussi foi solto no dia 15 de junho.

### Operação Trato Feito
Atila foi o alvo principal de um desdobramento da Operação Prato Feito, que teve início em 13 de dezembro de 2018 e levou novamente à sua prisão preventiva. A acusação é de que o prefeito recebia propina mensalmente de nove empresas fornecedoras da administração municipal, de acordo com a Controladoria Geral da União. Em 26 de dezembro, o Superior Tribunal de Justiça manteve a prisão preventiva de Atila. Em 30 de janeiro, ele foi denunciado por fraude em licitação e corrupção pelo Ministério Público Federal. O prefeito foi libertado em 14 de fevereiro de 2019 após nova decisão de Gilmar Mendes. O ministro do Supremo Tribunal Federal também manteve Atila no cargo de prefeito de Mauá.

#### Impeachment
Um novo pedido de impugnação do mandato do prefeito foi protocolado pelo PT em 19 de dezembro de 2018, após a segunda prisão do chefe do executivo municipal. Os partidos Novo, PSOL e PSL também protocolaram novos pedidos. Por 19 votos a favor e um contra (e uma absenção), a Câmara Municipal de Mauá abriu dois processos de impeachment contra Atila Jacomussi em 16 de janeiro de 2019. No dia 18 de abril, o mandato do prefeito foi cassado por 16 votos a 5. A decisão inicial tornou Atila inelegível até 2027. A defesa de Jacomussi pediu a anulação da decisão, mas não obteve sucesso.
Em setembro de 2019, no entanto, seu mandato foi devolvido por decisão do Tribunal de Justiça de São Paulo. Em 18 de abril de 2020, o STF rejeitou a cassação do mandato de Atila, que cumpriu o restante do mandato e teve seus direitos políticos restaurados. As denúncias também não seguiram adiante.